# Herborn - Bois de Herborn / Echternach - Haard
Herborn - Bois de Herborn / Echternach - Haard este o arie protejată (arie specială de conservare — SAC, sit de importanță comunitară — SCI) din Luxemburg întinsă pe o suprafață de 1.178,36 ha, integral pe uscat.

## Localizare
Centrul sitului Herborn - Bois de Herborn / Echternach - Haard este situat la coordonatele 49°45′23″N 6°24′50″E / 49.7564°N 6.4139°E.

## Înființare
Situl Herborn - Bois de Herborn / Echternach - Haard a fost declarat sit de importanță comunitară în august 2002 pentru a proteja 1 specie de plante și 9 specii de animale. Situl a fost protejat și ca arie specială de conservare în noiembrie 2009.

## Biodiversitate
Situată în ecoregiunea continentală, aria protejată conține 10 habitate naturale: Formațiuni de Juniperus communis pe lande sau pajiști calcaroase, Pajiști uscate seminaturale și facies de acoperire cu tufișuri pe substraturi calcaroase (Festuco-Brometalia) (* situri importante pentru orhidee), Pajiști cu Molinia pe soluri calcaroase, turboase sau argilos-nămoloase (Molinion caeruleae), Fânețe de joasă altitudine (Alopecurus pratensis, Sanguisorba officinalis), Păduri de fag Luzulo-Fagetum, Păduri de fag Asperulo-Fagetum, Păduri de stejar sau de stejar și carpen sub-atlantice și medio-europene de Carpinion betuli, Păduri pe pante, grohotișuri și ravene de Tilio-Acerion, Mlaștini împădurite, Păduri aluvionare cu Alnus glutinosa și Fraxinus excelsior (Alno-Padion, Alnion incanae, Salicion albae).
La baza desemnării sitului se află mai multe specii protejate:
- plante (1): mușchi (Dicranum viride)
- păsări (7): uliu porumbar (Accipiter gentilis), cucuvea (Athene noctua), barză neagră (Ciconia nigra), ciocănitoarea de stejar (Dendrocopos medius), sfrâncioc roșiatic (Lanius collurio), sfrâncioc mare (Lanius excubitor), gaia roșie (Milvus milvus)
- mamifere (2): liliac cărămiziu (Myotis emarginatus), liliac comun (Myotis myotis)

Pe lângă speciile protejate, pe teritoriul sitului au mai fost identificate 10 specii de plante, 1 specie de mamifere, 2 specii de nevertebrate.